# Anderson (Karolina Południowa)
Anderson – miasto i siedziba Hrabstwa Anderson, w Karolinie Południowej, w Stanach Zjednoczonych. W 2010 roku Anderson liczyło 26 686 mieszkańców.

## Miasta partnerskie
- Carrickfergus, Irlandia Północna, Wielka Brytania

## Kościoły i związki wyznaniowe
Spis na 2010 rok obejmuje aglomerację miasta:
- Południowa Konwencja Baptystyczna: 76 696 członków w 122 zborach
- Protestantyzm bezdenominacyjny: 7839 członków w 33 zborach
- Zjednoczony Kościół Metodystyczny: 7766 członków w 37 zborach
- Kościół Boży (Cleveland): 6100 członków w 22 zborach
- Zielonoświątkowy Kościół Świętości: 3609 członków w 14 zborach
- Progresywna Narodowa Konwencja Baptystyczna: 3456 członków w 9 zborach
- Kościół Prezbiteriański USA: 3220 członków w 18 zborach
- Kościół katolicki: 2851 członków w 2 kościołach
- Narodowa Konwencja Baptystyczna USA: 2255 członków w 9 zborach
- Afrykański Kościół Metodystyczno-Episkopalny: 1498 w 7 zborach
- Kościół Jezusa Chrystusa Świętych w Dniach Ostatnich: 933 członków w 1 świątyni
- Zbory Boże: 930 członków w 7 zborach